# Ikboljon Kholdarov
Ikboljon Kholdarov est un boxeur ouzbek né en 1997.

## Carrière
Sa carrière amateur est principalement marquée par une médaille d'argent remportée aux championnats du monde de 2017 dans la catégorie des poids super-légers et un titre de champion d'Asie la même année.

## Palmarès

### Championnats du monde
- Médaille d'argent en -64 kg en 2017 à Hambourg, Allemagne

### Championnats d'Asie
- Médaille d'or en -64 kg en 2017 à Tachkent, Ouzbékistan